# Boeing X-40
El Vehículo Maniobrable Espacial Boeing X-40A fue parte del proyecto del Vehículo Lanzador Reutilizable X-37 Future-X, construido por la estadounidense Boeing.

## Desarrollo y diseño
Construido en una escala de 80:100 en 2001, demostró con éxito las capacidades de planeo del diseño de cuerpo rechoncho y alicorto del X-37, y la validez del sistema de guiado. El 14 de marzo de 2001 se produjo el primer aterrizaje del vehículo en California. Sin embargo, su primera prueba de lanzamiento tuvo lugar en la Base Aérea Holloman el 11 de agosto de 1998 a las 06:59 AM. 
El Vehículo Maniobrable Espacial fue un proyecto conjunto de la Fuerza Aérea de los Estados Unidos y Boeing, destinado a producir el primer vehículo espacial completamente autónomo, si bien Japón había desarrollado anteriormente un proyecto que se modificó para ser pilotado. Se lanzó desde un helicóptero a 9200 pies, a dos millas y media del final de la pista 04. El vehículo se centró en la pista señalizada y desplegó sus paracaídas de frenado, deslizándose a poco más de dos metros de la línea central y deteniéndose justamente a los 2133 metros.
Actualmente se encuentra en el Hangar de Investigación y Desarrollo del Museo Nacional de la Fuerza Aérea de Estados Unidos en Dayton, Ohio.

## Especificaciones técnicas

### Características generales
- Tripulación: 0
- Longitud: 6,5 m
- Envergadura: 3,5 m
- Altura: 2,3 m
- Peso vacío: 1100 kg
- Peso útil: 540 kg
- Planta motriz:   .

### Rendimiento
- Velocidad máxima operativa (Vno): 480 km/h (298 MPH; 259 kt)

### Aviónica
- Sistema Espacial Integrado GPS/INS (SIGI) Honeywell de 12 canales.

### Desarrollos relacionados
- Boeing X-37

### Secuencias de designación
- Secuencia X-_ (Aviones eXperimentales estadounidenses, 1948-presente): ← X-37 - X-38 - X-39 - X-40 - X-41 - X-42 - X-43 →

### Listas relacionadas
- Anexo:Aeronaves de la Fuerza Aérea de los Estados Unidos (históricas y actuales)